# Honda (Colombia)
Honda è un comune della Colombia facente parte del dipartimento di Tolima.

## Storia
Honda venne fondata il 24 agosto 1539 da Francisco Nuñez Pedroso. L'età dell'oro della città fu tra il 1850 e il 1910, quando il fiume Magdalena costituiva l'unica via di comunicazione tra la costa caraibica e la città di Bogotà.